# Mieczniki
Mieczniki – osada w Polsce położona w województwie warmińsko-mazurskim, w powiecie gołdapskim, w gminie Banie Mazurskie.
W latach 1975–1998 miejscowość należała administracyjnie do województwa suwalskiego.